# 東至県
東至県（とうじ-けん）は中華人民共和国安徽省池州市に位置する県。

## 行政区画
- 鎮:堯渡鎮、東流鎮、大渡口鎮、勝利鎮、張渓鎮、洋湖鎮、葛公鎮、香隅鎮、官港鎮、昭潭鎮、竜泉鎮、泥渓鎮
- 郷:花園郷、木塔郷、青山郷

## 出身者
- 許世英 - 中華民国の政治家・外交官。北京政府で国務総理、国民政府で駐日大使などをつとめた。